# まつり (藤井風の曲)
「まつり」（英語: Matsuri）は、日本のシンガーソングライター・藤井風の先行配信シングル。2022年3月20日にHEHN RECORDS / ユニバーサルミュージックより発売された。

## 概要
2ndアルバム『LOVE ALL SERVE ALL』のリリースに先駆けて、2022年3月20日21時のミュージックビデオの公開と同時に先行配信されたリードシングル。なお、16日の18時にミュージックビデオのティーザーが公開され、ティーザーでは眠っていた藤井が起き上がり、伸びをする姿が映っている。
11月26日には、10月15日・16日にPanasonic Stadium Suitaで行われた「Fujii Kaze LOVE ALL SERVE ALL STADIUM LIVE」での本楽曲の公演映像が公式YouTubeチャンネルに公開された。

## 楽曲解説
藤井がアルバム発売前に自身のYouTubeチャンネルで配信したListening Partyで語ったセルフライナーノーツ。
第2のデビュー曲、とでも言ってもいいくらい今の自分にとって大切なお祝いソング。アルバム制作の最後に取りかかった曲でもあるから「今できる音楽を、今言える言葉を全部詰め込んだれ」みたいな勢いで完成させることができた。その上この先何が起きようとブレないテーマを持った曲でもあるから、もう俺の葬式ではこの曲を誰か流してほしい！
また、本楽曲のピアノの周波数は、基準音である442Hzから432Hzに下げられている。
音楽雑誌「MUSICA」でのインタビューでは、〈花祭り 夏祭り〉の箇所のメロディは、中学生の頃に断片的にあったもので、その随分ほっぽらかしにしていた部分的メロディが、本楽曲の制作中に何か導かれるように入り込んでくれた感じだと語っている。

## ミュージックビデオ

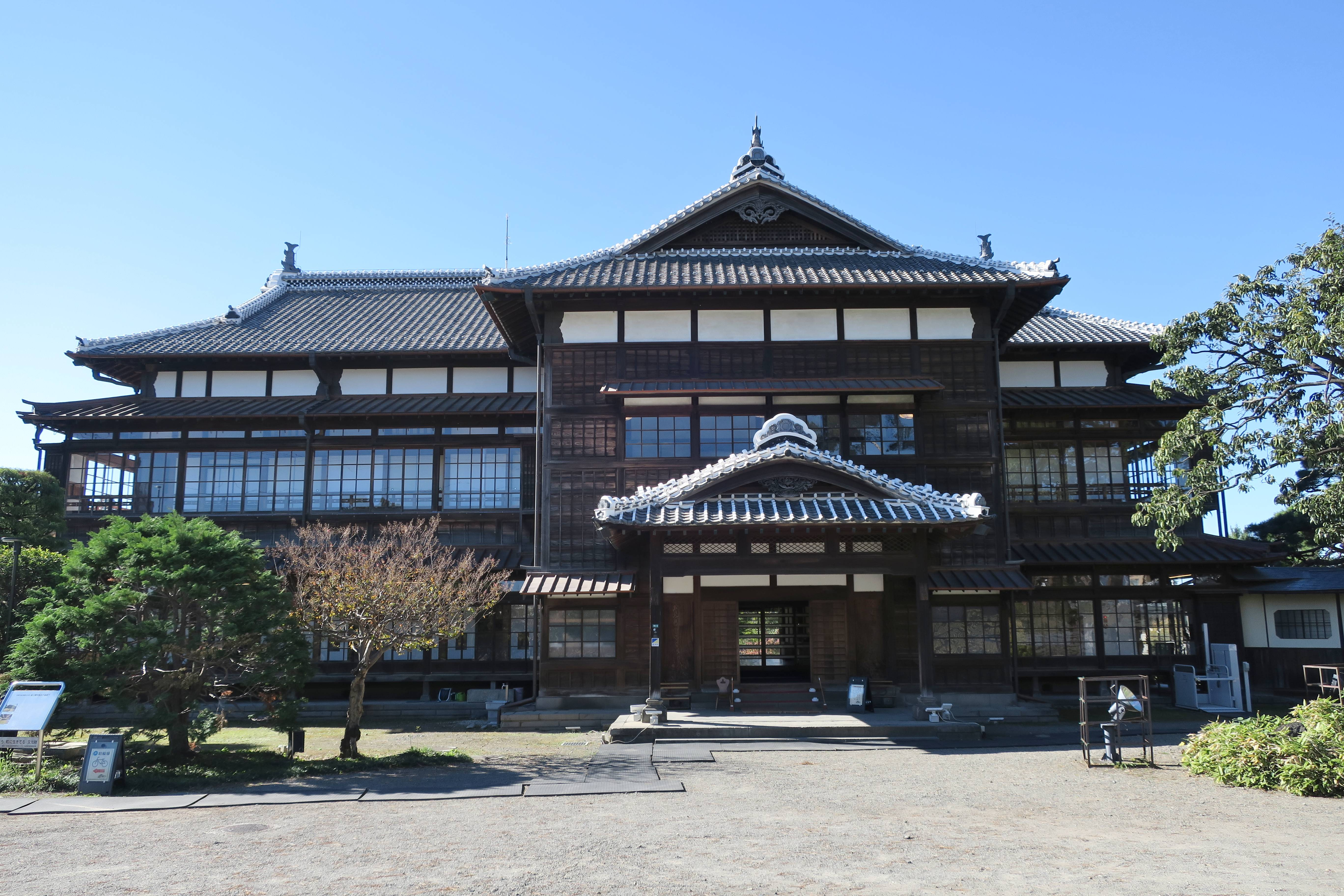
臨江閣の別館

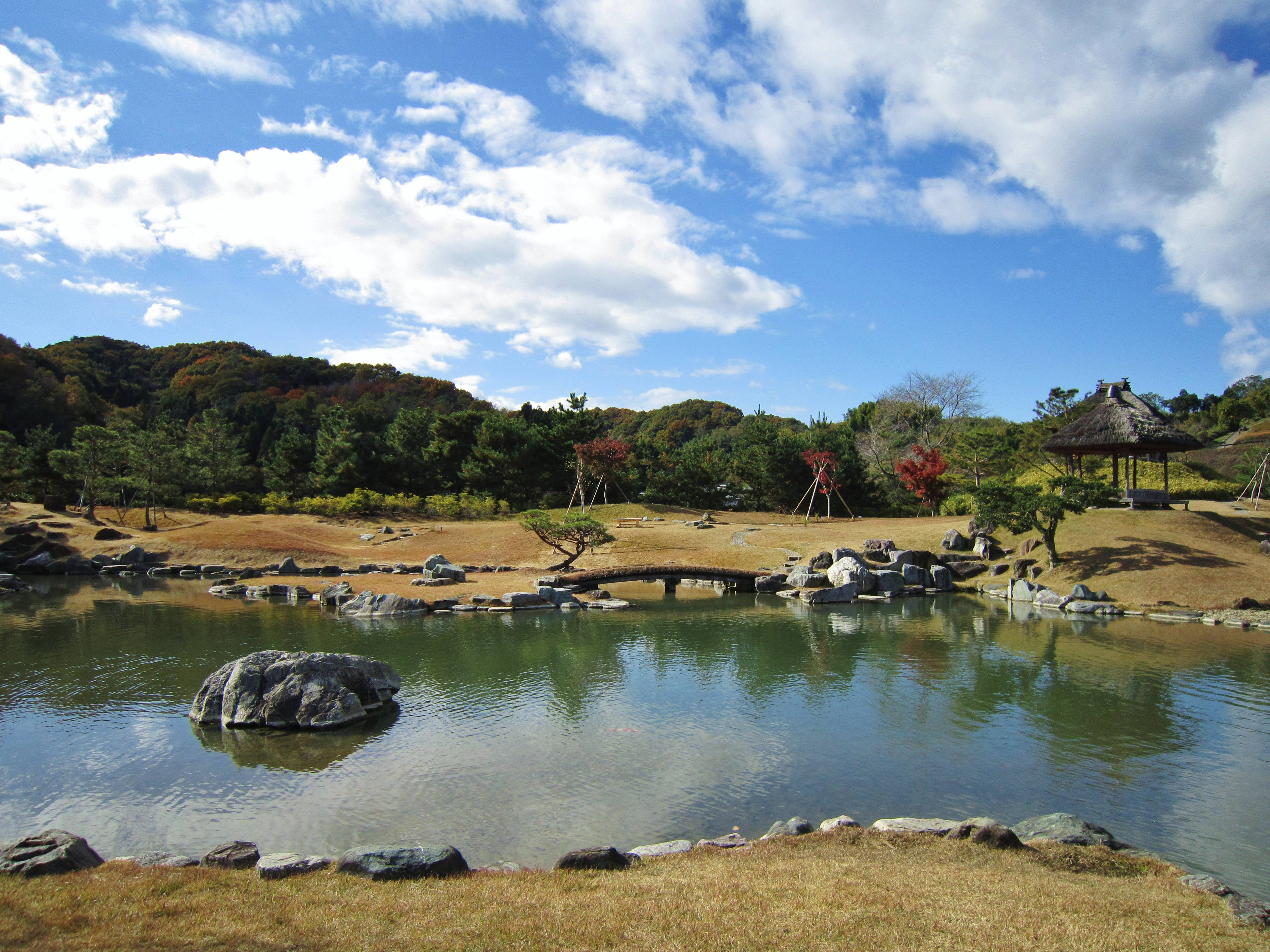
楽山園の昆明池

本楽曲のミュージックビデオは、群馬県前橋市にある重要文化財・臨江閣と、同県甘楽郡甘楽町にある国指定名勝・楽山園の2ヶ所で撮影された。監督は映像クリエイターのMESSが務めた。
MESSはミュージックビデオの制作において、「もし藤井風が日本のお城に住んでいたら…藤井風の一日」というアイデアで制作を進めたという。ダンスの振付は、「きらり」「燃えよ」に引き続き、川本アレクサンダーが担当した。川本は、ミュージックビデオにダンサーとしても出演している。

## 参考資料
- 『LOVE ALL SERVE ALL』（ライナーノーツ）藤井風、ユニバーサルミュージック、2022年3月23日。UMCK-1711。
- 「藤井風」『MUSICA 2022年5月号』第181巻、FACT、8-69頁、2022年5月15日。ASIN B09YDLJ3MS。